# EIF3J
EIF3J‏ (Eukaryotic translation initiation factor 3 subunit J) هوَ بروتين يُشَفر بواسطة جين EIF3J في الإنسان.